# منظمة الحفاظ على الطبيعة
منظمة الحفاظ على الطبيعة (تي إن سي)، وهي منظمة بيئية خيرية، يقع مقرها الرئيسي في مقاطعة أرلينغتون في فيرجينيا في الولايات المتحدة.
تأسست منظمة الحفاظ على الطبيعة التي تضم أكثر من مليون عضوًا في عام 1951، قامت بحماية أكثر من 119,000,000 فدانًا (48,000,000 هكتارًا) من الأراضي وآلاف الأميال من الأنهار حول العالم. تُعد أكبر منظمة بيئية غير ربحية في الأمريكتين من ناحية الأصول والإيرادات، تُصنف منظمة الحفاظ على الطبيعة واحدةً من أكثر المنظمات الوطنية الموثوقة في بحث سوق رؤى هاريس وتحليلاته التفاعلية السنوية منذ عام 2005. قيمت مجلة فوربس في استطلاعها الذي أجرته عام 2005 لأكبر المؤسسات الخيرية الأمريكية، كفاءة شركة الحفاظ على الطبيعة في جمع التبرعات بنسبة 88 %. حصلت منظمة الحفاظ على الطبيعة على تصنيف ثلاث نجوم من منظمة المستكشف الخيري في عام 2016 (ثلاث نجوم في عام 2015). 

## نبذة تاريخية
تطورت منظمة الحفاظ على الطبيعة عن منظمة علمية تعرف باسم الجمعية البيئية الأمريكية (إي إس إيه). تأسست الجمعية البيئية الأمريكية في عام 1915، وبعد ذلك بعامين شُكلت لجنة الدراسة البيئية للحفاظ على المناطق الطبيعية، برئاسة فيكتور شيلفورد. ركزت الجمعية في المقام الأول على تعزيز البحث، إذ سعى شيلفورد وزملاؤه بشكل متزايد خلال ثلاثينيات القرن العشرين إلى الدفاع عن الحفاظ على الطبيعة. أدى الانقسام في وجهات النظر فيما يتعلق بالمعرفة أو التحيز إلى حل الجمعية لهذه اللجنة، بل وشكل شيلفورد وزملاؤه في عام 1946 اتحاد علماء الطبيعة. أخذت المجموعة الأخيرة في النهاية اسم «منظمة الحفاظ على الطبيعة»، وذلك في محاولة لمنافسة الوكالة البريطانية التي تحمل هذا الاسم، والتي واصلت مهمة الحفاظ على مساحات الطبيعة المفتوحة والمحميات البرية. تأسست منظمة الحفاظ على الطبيعة في الولايات المتحدة بصفتها منظمة غير ربحية في 22 أكتوبر 1951.

## مواقع المشروع المميزة
تشمل جهود منظمة الحفاظ على الطبيعة الدولية المتزايدة للحفاظ على الطبيعة العمل في أمريكا الشمالية وأمريكا الوسطى وأمريكا الجنوبية وأفريقيا وحافة المحيط الهادئ ومنطقة البحر الكاريبي وآسيا.
تعمل منظمة الحفاظ على الطبيعة وشريكتها في الحفاظ على الطبيعة، مجموعة بروناتورا للحفاظ على الطبيعة في شبه جزيرة يوكاتان، على وقف إزالة الغابات في الأراضي الخاصة داخل وحول محمية محيط كالاكمول الحيوي، والتي تبلغ مساحتها 1.8 مليون فدانًا (7,300 كيلومترًا مربعًا)، على طول الحدود بين غواتيمالا والمكسيك. جرت حماية 370,000 فدانًا (1500 كيلومترًا مربعًا) من الغابات الاستوائية المهددة في كالاكمول بشكل دائم في نوفمبر من عام 2004، بموجب صفقة تاريخية للأراضي بين الحكومة الفيدرالية المكسيكية وحكومة الولاية، ومجموعة بروناتورا للحفاظ على الطبيعة في شبه جزيرة يوكاتان، وأربع مجتمعات محلية ومنظمة الحفاظ على الطبيعة.
تعمل برامج منظمة الحفاظ على الطبيعة في أيداهو ومونتانا ووايومنغ معًا لبناء شراكات ودعم ملف احتياجات الحفاظ على الطبيعة في نظام يلوستون البيئي الأعظم، وذلك من خلال دعم الحفاظ على الطبيعة الطوعي والخاص لموائل الحياة البرية الهامة. اشترت منظمة الحفاظ على الطبيعة في عام 2007، 161,000 فدانًا (650 كيلومترًا مربعًا) من غابات نيويورك من شركة فينش بيبر المحدودة (إل إل سي) مقابل 110 مليون دولارًا، وهي أكبر عملية شراء تمت على الإطلاق في تلك الولاية. أعلنت منظمة الحفاظ على الطبيعة والأمانة العامة للأراضي في يونيو من عام 2008، أنهم توصلوا إلى اتفاق لشراء ما يقارب 320,000 فدانًا (1300 كيلومترًا مربعًا) من غابات مونتانا الغربية من شركة بلوم كريك تيمبر مقابل 510 مليون دولارًا. يُعد الشراء، المعروف باسم مشروع مونتانا ليغاسي، جزءًا من محاولة إبقاء هذه الغابات تحت إدارة منتجة الأخشاب وحماية المياه النظيفة في المنطقة وموارد الأسماك وموائل الحياة البرية، مع تعزيز وصول العامة المستمر إلى هذه الأراضي من أجل صيد الأسماك والمشي لمسافات طويلة والصيد والأنشطة الترفيهية الأخرى. أتمت منظمة الحفاظ على الطبيعة في عام 2015 صفقة بقيمة 134 مليون دولارًا لشراء 165,073 فدانًا (257 ميلًا مربعًا) من الغابات والأنهار وموائل الحياة البرية في سلسلة جبال كاسكيد في واشنطن وفي وادي نهر بلاكفوت في مونتانا. استحوذت شركة الحفاظ على الطبيعة أيضًا على هذه الأرض من بلام كريك، بما في ذلك 47,921 فدانًا في مياه نهر ياكيما في واشنطن و117,152 فدانًا في مستجمع مياه نهر بلاكفوت السفلي في مونتانا.
أعلنت منظمة الحفاظ على الطبيعة في ديسمبر من عام 2015 الانتهاء من أول عملية مقايضة للديون في سيشيل تهدف إلى الحفاظ على المحيطات. تزيد المنطقة المحمية الجديدة من مساحة المياه البحرية المحمية للبلاد من أقل من 1 % إلى أكثر من 30 %، بالإضافة إلى دعم إنشاء ثاني أكبر منطقة محمية بحرية في غرب المحيط الهندي، وقد جرى التوصل إلى صفقة مبادلة الديون من خلال إتمام شراكة مع وزارة مالية سيشيل، ودعم الدول التي يقع على عاتقها ديون، بما في ذلك فرنسا ومنح المنظمات الخاصة بقيادة مؤسسة ليوناردو دي كابريو.
نُظم تمويل هذا العمل من قبل وحدة استثمار الأثر التابعة لمنظمة الحفاظ على الطبيعة المسماة نيتشورفيست.  أُنشئت نيتشورفيست في عام 2014 برعاية مؤسسية من قبل جي بي مورغان تشيس. بهدف معلن وهو الحصول على مليار دولار على الأقل من رأس المال الاستثماري المؤثر للحصول على نتائج صيانة ملحوظة على مدى ثلاث سنوات. مُنحت كلًا من منظمة الحفاظ على الطبيعة وجي بي مورغان تشيس جائزة الأعمال التحويلية آي تي سي/إف تي لإنجازهما في التمويل التحويلي، وذلك على عملهم في إعادة هيكلة ديون سيشيل، إذ تمنح هذه الجائزة صحيفة فاينانشال تايمز ومؤسسة التمويل الدولية التابعة للبنك الدولي (آي إف سي) من أجل إيجاد حلول رائدة قابلة للتطبيق تجاريًا لمواجهة تحديات التنمية.